# 大庚
大庚（？—？），又作太庚，讹作小庚，姓子，名辩，是商朝的第七任君王。大庚是太甲之子，沃丁之弟，在沃丁死後繼位。大庚死後由其子小甲繼位。

## 在位年數
現今流傳文獻記載的大庚在位年數有2種說法：
- 在位5年，《今本竹書紀年》。
- 在位25年，《太平御覽》卷83引《史記》，《皇極經世》、《資治通鑑外紀》、《資治通鑑前編》、《通志》、《冊府元龜》、《文獻通考》均同。

## 妻
妣壬，甲骨文作“大庚配妣壬”，太戊之母